# Anolis argillaceus
Anolis argillaceus är en ödleart som beskrevs av  Cope 1862. Anolis argillaceus ingår i släktet anolisar, och familjen Polychrotidae. Inga underarter finns listade i Catalogue of Life.